# Столица на Нидерландия
Столица на Нидерландия е Амстердам, макар че правителството, Генералните щати и кралската резиденция са разположени в Хага от 1584 г. Амстердам е столица според конституцията и се смята за такава от нидерландците.
Амстердам е бил седалище на правителството само за кратко. От 1808 г. до 1810 г. - по време на Кралство Холандия, Луи Бонапарт избира за седалище Амстердам и обявява града за столица на кралството си. Бившето кметство е преустроено в Кралски дворец.
През 1810 г. Нидерландия е анексирана от Френската империя, като крал Луи е заменен от френски губернатор, който също се разполага в кралския дворец в Амстердам. Когато френската империя пада и е възстановено старото управление през 1813 г., правителството и Генералните щати се местят обратно в Хага.

### Конституция
За първи път Амстердам е наречен столица в конституцията от 1814 г. Член 30 споменава, че суверенният властелин трябва да се закълне в град Амстердам като столица.
През 1815 г. обаче тази забележка изчезва. Член 52 сега просто споменава Амстердам сред градовете, в които би могъл да се закълне кралят. (Това би могло да стане също и в град в историческата Южна Нидерландия – днешна Белгия.)
Статутът на Амстердам като столица остава неясен, дори и в конституцията от 1848 г. и след конституционните промени от 1917 г., до напълно новата конституция от 1983 г. Изразът град Амстердам е променен в столицата Амстердам През 1983 г. Ясна цел на тази промяна е да стане явно, че Амстердам наистина е столица.

### Възприемане
Хага никога не е наричана столица. Нидерландските деца учат, че „Амстердам е столица на страната“.
Въпреки че формалният статут на Амстердам като столица на Нидерландия е изяснен неотдавна, градът е смятан за столица отдавна. Това е така, отчасти защото той е кралски град (тъй като се използва за коронясване на кралете и за кралските сватби), но и заради важното му място в нидерландската история – от края на 16 век градът израства в най-големия град в Нидерландия и главен център на търговията, икономиката, финансите и културата.
По-дълбока причина за тази ситуация е фактът, че преди Батавската република от 1795 г. Нидерландия не е единна държава, а конфедерация, наречена Обединени провинции, която не е имала официална столица, тъй като всяка провинция е била поне на теория суверенна държава. Така хората са били свикнали на практика да ги управляват от Хага, въпреки че публично са заявявали, че в нея се намира само резиденцията.